# Tricyphona (Pentacyphona) aspidoptera
Tricyphona (Pentacyphona) aspidoptera is een tweevleugelige uit de familie Pediciidae. De soort komt voor in het Nearctisch gebied.